# Folkets hus, Lindesberg
Folkets hus i Lindesberg är beläget i kvarteret Käglan, med entré mot Kristinavägen. Byggnaden uppfördes 1922 av föreningen Folkets hus i Lindesberg och var fram till sommaren 2005, då föreningen gick i konkurs, ett Folkets hus. Efter att föreningen gick i konkurs övergick byggnaden i fastighetsbolaget Samuel Karlssons ägo. Byggnaden inrymmer en biograf som har hyrts av Lindesbergs kommun för filmvisningar.

## Historia
Föreningen Folkets hus i Lindesberg bildades 9 maj 1908 med en styrelse bestående av gårdskarlen Karl Buske, skräddaren Anders Tenor, kakelformaren Harald Lindberg samt garvaren Benjamin Larsson. Inför husbygget anlades först en folkpark på Kyrkberget i syfte att få intäkter från dans och arrangemang som skulle finansiera bygget av Folkets hus. I november 1919 köpte man så den tomt där huset ligger, för 8 500 kronor. Ingenjör G. Ställberg ritade huset och den 22 december 1922 kunde man inviga huset. Invigningstal hölls av borgmästaren Magnus Sjölin. Men verksamheten hade smygstartat och dagen innan framfördes den första teaterföreställningen: Hennes förflutna skrivet av W von Scholz, framfört av Allan Rydings teatersällskap.